# Aérodrome de Ménongue
L' aérodrome de Ménongue (portugais : Aeroporto de Menongue) (code IATA : SPP • code OACI : FNME) est un aéroport desservant Menongue, une ville et une municipalité dans la province de Cubango en Angola.

## Situation
| \| 100 km1:5 636 000 \| Cabinda Catumbela Huambo Kuito Luanda Lubango Luéna Ménongue Moçâmedes Ondjiva Saurimo Soyo M'banza · Congo Aéroport international d'Angola |
| 100 km1:5 636 000 |

Carte statique des aéroports de l'Angola.Carte dynamique des aéroports de l'Angola.

## Compagnies et destinations
| Compagnies           | Destinations               |
| -------------------- | -------------------------- |
| TAAG Angola Airlines | Luanda-Quatro de Fevereiro |

Édité le 28/10/2020  Actualisé le 25/10/2023